# Shanagolden, Wisconsin
Shanagolden là một thị trấn thuộc quận Ashland, tiểu bang Wisconsin, Hoa Kỳ. Năm 2010, dân số của thị trấn này là 123 người.